# I Ain't Gonna Cry
I Ain't Gonna Cry es una canción interpretada por la cantante española Mónica Naranjo. Fue escrita por ella misma con la ayuda de John Reid y Cliff Masterson. La canción fue grabada y producida en el 2001 por Eliot Kennedy, Gary Barlow y Tim Woodcock. I Ain't Gonna Cry se lanzó en 2002 como el primer y único sencillo de su quinto álbum de estudio Bad Girls, editado en 2002 y lanzado en 2003.

## Track listing
- EP

1. "I Ain't Gonna Cry" (Steelworks Mix Radio Edit) – 3:58
2. "No voy a llorar" – 4:00
3. "I Ain't Gonna Cry" (La Fabrique Du Son Weekend Edit Remix) – 4:35
4. "I Ain't Gonna Cry" (Wally Lopez Super Weekend Edit Remix) – 5:35
5. "I Ain't Gonna Cry" (Video Clip) – 3:49

- I Ain't Gonna Cry Weekend Remixes 12"

Cara A:
1. "I Ain't Gonna Cry" (La Fabrique Du Son Weekend Remix) – 6:05
2. "I Ain't Gonna Cry" (La Fabrique Du Son Weekend Dub Mix) – 6:34

Cara B:
1. "I Ain't Gonna Cry" (Wally López Superweekend Remix) – 7:07
2. "I Ain't Gonna Cry" (Mr. López To Da Breaks Remix) – 6:49

- I Ain't Gonna Cry New International Remixes

1. "I Ain't Gonna Cry" (Steelworks Mix Radio Edit) –  3:58
2. "I Ain't Gonna Cry" (English Album Version) –  4:24
3. "No Voy A Llorar" (Steelworks Mix Radio Edit) –  4:01

- I Ain't Gonna Cry CD Single

1. "I Ain't Gonna Cry" (Steelworks Mix Radio Edit) –  3:58
2. "I Ain't Gonna Cry" (Steelworks Mix Alternative Intro) –  5:48
3. "No Voy a Llorar" (Steelworks Mix Radio Edit) –  4:01

- Datos: Q5907372